# Faaborg HK
Faaborg HK er en håndboldklub fra Faaborg. Klubben spillede i 2010/2011-sæsonen i 1. division. Klubben deltog i 2010 i oprykningspillet til ligaen, men sluttede på en fjerde- og dermed  sidsteplads i kvalifikationsspillets pulje 1 med en sejr, en uafgjort og fire nederlag – og må dermed blive i 1. division. Klubben var i 2011/12 en del af samarbejdet med HC Odenses herrer i HC-Fyn.

## Tidligere resultater
| Sæson     | Række                | Nummer | Note                      |
| --------- | -------------------- | ------ | ------------------------- |
| 2010/11   | 1. division          | 9      |                           |
| 2009/2010 | 1. division          | 2      | Deltog i kval. til ligaen |
| 2008/2009 | 1. division          | 7      |                           |
| 2007/2008 | 1. division          | 2      | Oprykningsspil            |
| 2006/2007 | 2. division, pulje 2 | 2      | Oprykningsspil            |
| 2005/2006 | 2. division, pulje 2 | 5      |                           |
| 2004/2005 | 3. division, pulje 4 | 1      | Direkte oprykning         |